# Andrea Eskau
Andrea Eskau (født 21. marts 1971 i Apolda, Østtyskland) er en tysk håndcykelrytter, skiskytte og langrendskiløber. I 2014 vandt hun guldmedalje ved vinter-PL i Sotji, Rusland, i 6 km siddende skiskydning. Ved vinter-PL 2018 i Pyeongchang vandt hun guld i 10 og 12,5 km siddende skiskydning, og hun vandt bronze i 10 km siddende skiskydning ved vinter-PL 2010 i Vancouver.
Hun blev en paraplegiker i 1998, da hun styrtede på sin cykel på vej til skole. Ulykken resulterede i, at mange ryghvirvler blev ødelagt, hvilket lammede hendes ben, og derfor blev hun en kørestolsbruger.